# Honduras ai XVII Giochi paralimpici estivi
L'Honduras ha partecipato ai XVII Giochi paralimpici estivi che si sono svolti a Parigi in Francia, dal 28 agosto all'8 settembre 2024, con una delegazione di un atleta uomo, che ha gareggiato in una disciplina.

## Nuoto
Fonte:
| Atleta     | Evento                        | Batteria  | Batteria  | Finale          | Finale          |
| Atleta     | Evento                        | Risultato | Posizione | Risultato       | Posizione       |
| ---------- | ----------------------------- | --------- | --------- | --------------- | --------------- |
| Olvin Cruz | 50 m stile libero S7 maschile | 51"61     | 13°       | non qualificato | non qualificato |